# Barri maleït
Barri maleït (títol original: Terror House) és una pel·lícula de terror  estatunidenca dirigida per Lance W. Dreesen i Clint Huchitson, estrenada l'any 2001. Ha estat doblada al català.

## Argument
Quatre esquetxos que uneixen humor negre i calfreds componen aquest film. Bob Carter, agent immobiliari, fa visitar tres de les seves cases que queden al mercat a una parella de joves casats a la cerca de la casa dels seus somnis. Les visites van de meravella, la parella sembla conquistada fins que Bob els revela el trist final dels antics propietaris: totes les cases totes un passat sagnant... Els propietaris són o bé morts o bé dements: una dona ha matat per accident el seu amant i s'ha suïcidat, un home ha portat una guerra contra un petit mico abandonat que la seva filla ha recollit, un jove captava per telepatia els homicidis d'un assassí en sèrie. La parella es retracta cada vegada.

## Repartiment

### Feu-me una oferta
- John Ritter: Bob Carter
- David Deluise: Allan Doyle
- Allison Smith: Mary Ann Doyle

### Malson
- Rachel York: Sarah Freemont
- Carmine Giovinazzo: Frank Sarno
- Fredric Lehne: Louis Freemont
- Wade Williams: Clay Hendricks

### Bobo
- Bryan Cranston: Ron Gatley
- Katelin Petersen: Jennifer Gatley
- Jodi Harris: Carol Gatley

### La residència dels Goodwin
- Brenda Strong: el doctor Helen Corey
- Will Estes: Sean Estes
- Shonda Farr: Jasmine

## Crítica
- "Meravelles d'humor negre."[3]
- "Alguns moments d'antologia verdaderament palpitants."[4]

## Premis i nominacions
- 2001: Festival del film fantàstic de Gérardmer 2001
- 2001: Brussels Internacional Festival of Fantasy Film - Pegasus Audiència Award
- 2001: Brussels Internacional Festival of Fantasy Film - Silver Raven
- 2002: A.K.A. Shriekfest - Best Film